# Arvingarna
Arvingarna är ett dansband med mestadels Pop/Schlager i sin repertoar från Partille i Sverige, som bildades 1989 och består av Casper Janebrink (sång och bas), Kim Carlsson (sång och gitarr), Tommy Carlsson (trummis och sång) och Lars Larsson (sång, klaviatur, gitarr). Bandet själva har i princip slutat spela på dansställen och riktar istället in sig på show, och har anammat en annan stil än de hade vid sitt genombrott.
Bandet deltog i den svenska Melodifestivalen 1993 med  melodin Eloise, som vann, och fick därmed representera Sverige i Eurovision Song Contest i Millstreet i maj samma år, där bidraget slutade på sjunde plats.

## Historik
Bandet bildades 1989, efter att medlemmarna tidigare utan större framgångar spelat hårdrock, och namnet på gruppen anspelar på att gruppmedlemmarna har föräldrar som också spelat i dansband, i Streaplers och Flamingokvintetten. Arvingarna själva spelar en mer pop- och rockinriktad musik, och har även beskrivits som ett pojkband. Under åren efter genombrottet blev Arvingarna flickidoler.

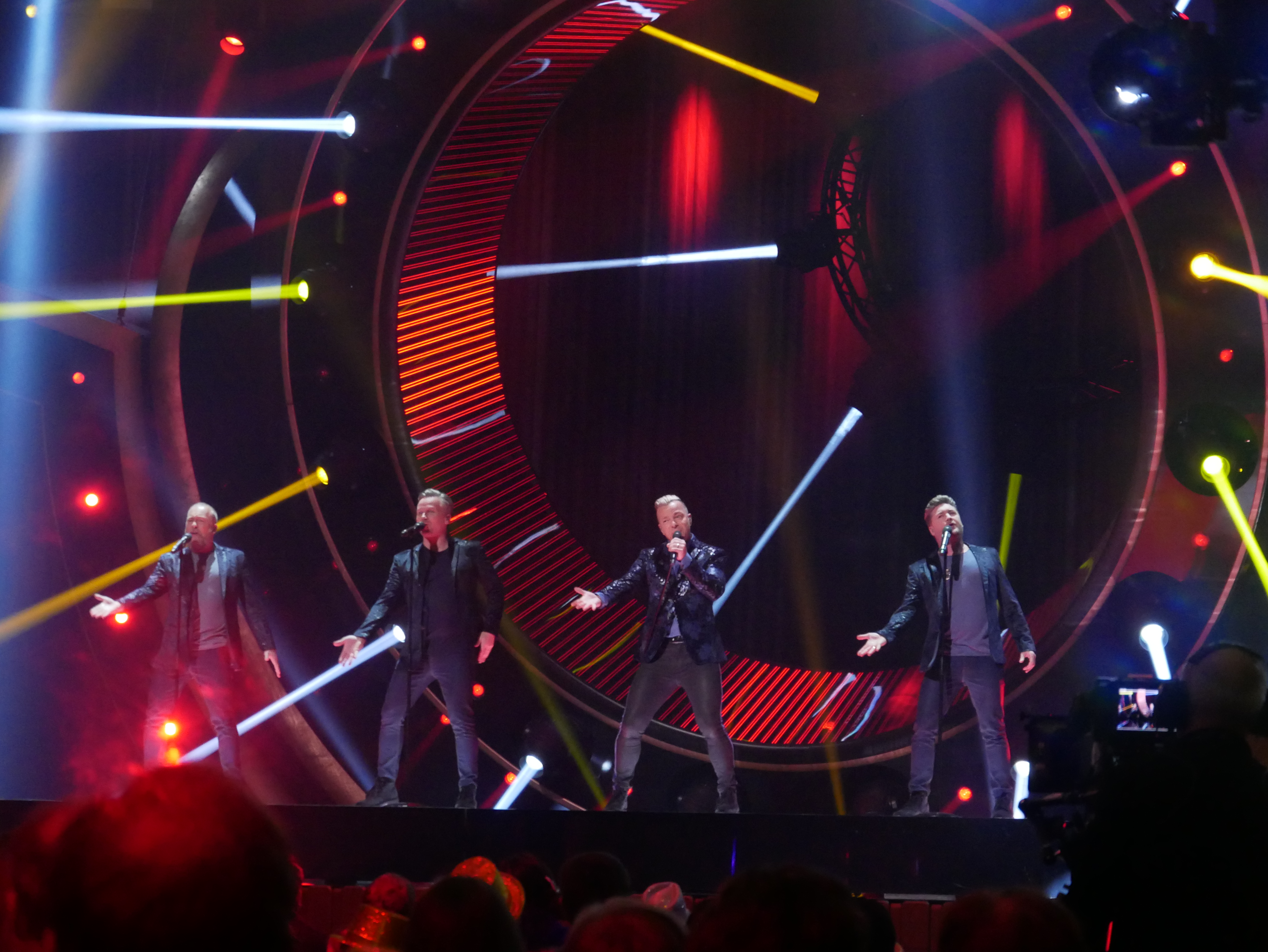
Arvingarna framför sitt bidrag "I Do" under Melodifestivalen 2019.

Bandet medverkade, förutom 1993, även i den svenska Melodifestivalen 1995, 1999, 2002, 2019, 2021 och 2025
Arvingarna tilldelades i februari 1993 en Grammis för albumet Coola killar. Under samma galakväll sade popgruppen Popsicles gitarrist Fredrik Norberg i sitt tacktal att han önskade att medlemmarna i Arvingarna skulle omkomma i en bussolycka. För medlemmarna i Arvingarna ledde detta till oro inför bussresor på väg till och hem från spelningarna.
Under 2000-talet började bandet alltmer uppträda i konserthus och under krogshower, och spela inför en stillasittande publik stället för att turnera mellan dansställen.
I februari 2020 utsågs Arvingarna till "Årets dansband" under Grammisgalan.
Dom var med i Melodifestivalen 2025 med låten Ring baby ring, vilket var deras sjunde gång i tävlingen.. Men dom tog sig inte till finalen 

## TV-program
I augusti 2020 hade Arvingarna premiär för sitt eget musikprogram "Lassemans altan", som spelats in hemma hos Lars "Lasseman" Larsson och sändes i TV4. Julprogrammet "Arvingarnas jul", inspelat hemma hos Lasseman visades i TV-kanalen Sjuan tisdagen den 15 december 2020. I maj och juni 2022 sändes Arvingarnas sommar i TV4.

## Diskografi

### Album
- 1992 – Coola killar
- 1993 – Eloise
- 1994 – Tjejer
- 1995 – För alltid
- 1992 – Arvingarnas jul
- 1996 – Då & nu
- 1997 – Nya spår
- 1998 – Airplane
- 1999 – Lime
- 2001 – Diamanter
- 2002 – Collection
- 2003 – Samlade hits
- 2005 – #8
- 2007 – All Included
- 2007 – Rockin' Around the Christmas Tree
- 2009 – Underbart
- 2013 – Änglar och en massa kärlek
- 2017 – Våra allra bästa
- 2019 – I Do
- 2023 – Hundra dagar

### Singlar
- 1991 – "Jeannie" / "Have You Ever Seen the Rain?" / "Put Your Head On My Shoulder"
- 1992 – "Coola Killar" / "On My Shoulder"
- 1993 – "Angelina" / "Min Amazon"
- 1993 – "Eloise" / "De' e' bara jag"
- 1993 – "Det lyser en stjärna" (ingår i En julhälsning från Arvingarna, Flamingokvintetten & Streaplers)
- 1994 – "Räck mej din hand" / "Tjejer"
- 1995 – "Än finns det kärlek" / "Åh vilken tjej"
- 1995 – "Bo Diddley" / "Drömmen om Hollywood"
- 1997 – "Sommarliv" / "Sommarliv" (Singback)
- 1997 – "Pamela" / "Och hon sa"
- 1997 – "Om dessa väggar kunde tala" / "Blå är min himmel"
- 1997 – "Det kan inget ändra på" / "Låt oss tala känslor"
- 1998 – "Eloise" (Party-mix) / "Funny how love can be" / "Eloise" (Disco mix) / "Eloise" (C.E. mix)
- 1999 – "Det svär jag på" / "Det svär jag på" (Unplugged version) / "Det svär jag på" (Dance mix)
- 1999 – "Magdalena" / "Jag vet vad kärlek är"
- 1999 – "Du vet var jag finns" / "Låt oss bara vara vänner"
- 2000 – "Magdalena" (Hagmans Radio) / "Magdalena" (Hagman's X-Tended) / "Magdalena" (Hagman's Instrumental)
- 2000 – "Rakt in i hjärtat" / "Rakt in i hjärtat" (Instrumental version)
- 2000 – "Du fick mig att öppna dina ögon" / "Rakt in i hjärtat"
- 2001 – "Om du vill ha mig"
- 2001 – "Ta mig till det blå"
- 2001 – "Diamanter"
- 2002 – "Ingenting är större än vi"
- 2002 – "Godislåten" (från galan "Bara Barn 2002")
- 2002 – "Hon kommer med kärleken"
- 2005 – "Hon kommer med sommaren" / "Hela världen till dig"
- 2009 – "Livet är underbart"
- 2010 – "Kärlek överallt"
- 2012 – "Semester"
- 2013 – "Fest i Väst" (Sveriges officiella VM-låt i bandy 2013)
- 2013 – "Ta mig tillbaka nu" / "Undervattensvärld"
- 2013 – "Det kan du lita på"
- 2015 – "Kyss mig"
- 2016 – "Finns det någon annan nu" (med Elisa Lindström)
- 2016 – "Chilla ner"
- 2016 – "Ljug mig het"
- 2016 – "Änglarnas jul"
- 2017 – "Johanna Jag tror på oss igen"
- 2018 – "Hon och jag"
- 2019 – "I Do"
- 2019 – "I morgon"
- 2019 – "Låt oss skänka hopp"
- 2020 – "I Do" Sparkning Remix
- 2021 – "Tänker inte alls gå hem
- 2021 – "Sommar igen"
- 2022 –Klart det ska bli jul
- 2023 – Sommar i Göteborg

### Reklam-CD
- 1994 – Bara hos Telia med Arvingarna

### DVD + CD
- 2012 – Arvingarna är på väg till Malung; en roadmovie

## Melodier på Svensktoppen
- "Coola killar" – 1992
- "Sången till Jennifer" – 1992
- "Jeannie" – 1992
- "Linda går" – 1992
- "Eloise" – 1993
- "Angelina" – 1993
- "Räck mig din hand" – 1994
- "Bo Diddley" – 1995
- "Än finns det kärlek" – 1995-1996
- "Sommarliv" – 1997
- "Pamela" – 1997
- "De ensammas promenad" – 1997-1998
- "Om dessa väggar kunde tala" – 1998
- "Det svär jag på" – 1999
- "Sommar o solvarma dar" – 1999
- "I gult och blått" – 2002 (med Thomas Ravelli)
- "Hon kommer med kärleken" – 2003
- "Jag vill ha ett liv med dig" – 2004
- "Hon kommer med sommaren" – 2005
- "Hela vägen Hem" – 2005
- "I Do" – 2019
- "När snön faller ner" - 2020
- "Klart det ska bli jul"  - 2022

## Arvingarna Melodifestivalen
| År   | Låt                       | Placering i finalen  |
| ---- | ------------------------- | -------------------- |
| 1993 | Eloise                    | 1:a                  |
| 1995 | Bo Diddley                | delad 6:e plats      |
| 1999 | Det svär jag på           | 3:a                  |
| 2002 | Ingenting är större än vi | ej vidare till final |
| 2019 | I Do                      | 7:a                  |
| 2021 | Tänker inte alls gå hem   | 9:a                  |
| 2025 | Ring baby ring            | ej vidare till final |